# Zimbabwe na Mistrzostwach Świata w Lekkoatletyce 2015
Zimbabwe na Mistrzostwach Świata w Lekkoatletyce 2015 – reprezentacja Zimbabwe podczas czempionatu w Pekinie liczyła 5 zawodników.

## Występy reprezentantów Zimbabwe

### Mężczyźni
| Konkurencja   | Zawodnik          | Runda 1  | Runda 1 | Półfinał | Półfinał | Finał        | Finał   |
| Konkurencja   | Zawodnik          | Rezultat | Pozycja | Rezultat | Pozycja  | Rezultat     | Pozycja |
| ------------- | ----------------- | -------- | ------- | -------- | -------- | ------------ | ------- |
| Bieg na 200 m | Tatenda Tsumba    | 21,21    | 46.     | NQ       | NQ       | NQ           | NQ      |
| Maraton       | Cephas Pasipamiri | —        | —       | —        | —        | 2:25:05 (SB) | 30.     |
| Maraton       | Gilbert Mutandiro | —        | —       | —        | —        | 2:31:35      | 37.     |
| Maraton       | Cuthbert Nyasango | —        | —       | —        | —        | 2:22:15 (SB) | 23.     |

### Kobiety
| Konkurencja    | Zawodnik              | Runda 1       | Runda 1 | Półfinał | Półfinał | Finał    | Finał   |
| Konkurencja    | Zawodnik              | Rezultat      | Pozycja | Rezultat | Pozycja  | Rezultat | Pozycja |
| -------------- | --------------------- | ------------- | ------- | -------- | -------- | -------- | ------- |
| Bieg na 5000 m | Olivia Mugove Chitate | 16:34,70 (PB) | 24.     | —        | —        | NQ       | NQ      |